# Dyskografia Birdy
Artykuł przedstawia całkowitą dyskografię angielskiej piosenkarki Birdy, która wydała trzy albumy studyjne, dwanaście singli oraz  teledysków dzięki wytwórni Atlantic Records.
Piosenkarka wydała swój debiutancki album zatytułowany Birdy w listopadzie 2011 roku. Na płycie znalazły się jej interpretacje znanych utworów oraz oryginalne kompozycje. Album dotarł do miejsca pierwszego w Australii, Belgii i Holandii i osiągnął status potrójnie platynowej płyty we Francji oraz platynowej w Belgii i Wielkiej Brytanii. Album promowany był czterema singlami, z których największy sukces odniosły pierwszy „Skinny Love” oraz trzeci „People Help the People”. 
Drugi album artystki zatytułowany Fire Within został wydany we wrześniu 2013 roku. Album uplasował się w pierwszej piątce notowań w Szwajcarii, Belgii, Holandii, Australii i Niemczech, pokrywając się platyną we Francji i złotem w Szwajcarii, Niemczech, Belgii i Wielkiej Brytanii. Największy sukces zyskał pierwszy singel promujący album, „Wings”. W 2015 roku Birdy nagrała singel „Let It All Go” z udziałem brytyjskiego muzyka Rhodes'a. Singel dotarł do czternastego miejsca w Szwajcarii i pokrył się w tym kraju złotem. 
25 marca 2016 roku został wydany trzeci studyjny album Birdy zatytułowany Beautiful Lies.

## Albumy

### Albumy studyjne
| Rok  | Dane dot. albumu | Najwyższe pozycje na listach | Najwyższe pozycje na listach | Najwyższe pozycje na listach | Najwyższe pozycje na listach | Najwyższe pozycje na listach | Najwyższe pozycje na listach | Najwyższe pozycje na listach | Najwyższe pozycje na listach | Najwyższe pozycje na listach | Najwyższe pozycje na listach | Najwyższe pozycje na listach | Najwyższe pozycje na listach | Najwyższe pozycje na listach | Certyfikat |
| Rok  | Dane dot. albumu | UK                           | AUS                          | AUT                          | BEL                          | CAN                          | FRA                          | GER                          | IRL                          | NLD                          | NZ                           | POL                          | SWI                          | USA                          | Certyfikat |
| ---- | --- | ---------------------------- | ---------------------------- | ---------------------------- | ---------------------------- | ---------------------------- | ---------------------------- | ---------------------------- | ---------------------------- | ---------------------------- | ---------------------------- | ---------------------------- | ---------------------------- | ---------------------------- | --- |
| 2011 | Birdy - Wydany: 4 października 2011 - Wytwórnia: 14th Floor Records, Atlantic Records - Format: CD, digital download    | 13                           | 1                            | 14                           | 1                            | –                            | 5                            | 14                           | 40                           | 1                            | 4                            | 13                           | 3                            | 62                           | - UK: złota płyta - AUS: platynowa płyta - BEL: platynowa płyta - FRA: 3× platynowa płyta - GER: platynowa płyta - NLD: platynowa płyta - NZ: złota płyta - POL: złota płyta - SWI: platynowa płyta |
| 2013 | Fire Within - Wydany: 16 września 2013 - Wytwórnia: 14th Floor Records, Atlantic Records - Format: CD, digital download | 8                            | 5                            | 7                            | 2                            | 19                           | 4                            | 5                            | 7                            | 3                            | 5                            | 18                           | 1                            | 24                           | - UK: złota płyta - AUT: złota płyta - FRA: platynowa płyta - GER: złota płyta - SWI: złota płyta                                                                                                   |
| 2016 | Beautiful Lies - Wydany: 25 marca 2016 - Wytwórnia: 14th Floor Records, Atlantic Records - Format: CD, digital download | 4                            | 10                           | 11                           | 7                            | 22                           | 10                           | 7                            | 5                            | 8                            | 15                           | 39                           | 2                            | 68                           | - UK: srebrna płyta |

### Minialbumy
| Rok  | Dane dot. albumu                                                                                |
| ---- | ----------------------------------------------------------------------------------------------- |
| 2011 | Live in London - Wydany: 7 listopada 2011 - Wytwórnia: Warner - Format: Digital download        |
| 2012 | Live in Paris - Wydany: 8 października 2012 - Wytwórnia: Warner - Format: Digital download      |
| 2013 | Birdy – Artist Lounge EP - Wydany: 9 maja 2013 - Wytwórnia: Atlantic - Format: Digital download |
| 2013 | Breathe - Wydany: 24 lipca 2013 - Wytwórnia: Warner - Format: Digital download                  |

### Soundtracki
| Rok  | Tytuł                               | Soundtrack                                          |
| ---- | ----------------------------------- | --------------------------------------------------- |
| 2012 | „Just a Game”                       | The Hunger Games: Songs from District 12 and Beyond |
| 2012 | „Learn Me Right” (z Mumford & Sons) | Brave                                               |
| 2014 | „Not About Angels”                  | The Fault in Our Stars                              |
| 2014 | „Tee Shirt”                         | The Fault in Our Stars                              |
| 2014 | „Best Shot” (z Jaymes Young)        | The Fault in Our Stars                              |

## Single
| Rok  | Tytuł                      | Najwyższe pozycje na listach | Najwyższe pozycje na listach | Najwyższe pozycje na listach | Najwyższe pozycje na listach | Najwyższe pozycje na listach | Najwyższe pozycje na listach | Najwyższe pozycje na listach | Najwyższe pozycje na listach | Najwyższe pozycje na listach | Najwyższe pozycje na listach | Certyfikat | Album          |
| Rok  | Tytuł                      | UK                           | AUS                          | AUT                          | BEL                          | FRA                          | GER                          | IRL                          | NLD                          | NZ                           | SWI                          | Certyfikat | Album          |
| ---- | -------------------------- | ---------------------------- | ---------------------------- | ---------------------------- | ---------------------------- | ---------------------------- | ---------------------------- | ---------------------------- | ---------------------------- | ---------------------------- | ---------------------------- | --- | -------------- |
| 2011 | „Skinny Love”              | 17                           | 2                            | 15                           | 3                            | 2                            | 73                           | 22                           | 1                            | 2                            | 19                           | - UK: platynowa płyta - AUS: 6× platynowa płyta - BEL: platynowa płyta - FRA: platynowa płyta - NZ: 2× platynowa płyta - SWI: platynowa płyta - US: platynowa płyta | Birdy          |
| 2011 | „Shelter”                  | 50                           | —                            | —                            | —                            | —                            | —                            | 39                           | —                            | —                            | —                            | | Birdy          |
| 2011 | „People Help the People”   | 33                           | 10                           | 7                            | 2                            | 7                            | 3                            | 4                            | 5                            | —                            | 2                            | - AUS: platynowa płyta - AUT: złota płyta - BEL: platynowa płyta - FRA: złota płyta - GER: platynowa płyta - SWI: 2× platynowa płyta                                | Birdy          |
| 2012 | „1901”                     | —                            | —                            | —                            | —                            | —                            | —                            | 47                           | —                            | —                            | —                            | | Birdy          |
| 2013 | „Wings”                    | 8                            | 25                           | 3                            | 5                            | 8                            | 15                           | 1                            | 27                           | 17                           | 3                            | - UK: złota płyta - AUS: 2× platynowa płyta - BEL: złota płyta - GER: platynowa płyta - SWI: platynowa płyta                                                        | Fire Within    |
| 2013 | „No Angel”                 | —                            | —                            | —                            | —                            | 168                          | —                            | 24                           | 51                           | —                            | —                            | | Fire Within    |
| 2014 | „Light Me Up”              | —                            | —                            | —                            | —                            | —                            | —                            | 22                           | —                            | —                            | —                            | | Fire Within    |
| 2014 | „Words as Weapons”         | —                            | —                            | —                            | —                            | 125                          | 63                           | 27                           | —                            | —                            | —                            | | Fire Within    |
| 2015 | „Let It All Go” (z Rhodes) | 58                           | —                            | —                            | 33                           | —                            | —                            | 78                           | —                            | —                            | 14                           | - SWI: złota płyta - POL: złota płyta - UK: srebrna płyta | Wishes         |
| 2016 | „Keeping Your Head Up”     | 57                           | —                            | 44                           | 47                           | 26                           | 34                           | 48                           | 64                           | —                            | 47                           | - UK: srebrna płyta - POL: złota płyta | Beautiful Lies |
| 2016 | „Wild Horses”              | 75                           | —                            | —                            | 42                           | —                            | —                            | —                            | —                            | —                            | —                            | | Beautiful Lies |
| 2016 | „Words”                    | –                            | —                            | —                            | –                            | —                            | —                            | —                            | —                            | —                            | —                            | | Beautiful Lies |

## Inne utwory
| Rok  | Tytuł                                   | Najwyższe pozycje na listach | Najwyższe pozycje na listach | Album  |
| Rok  | Tytuł                                   | FRA                          | GER                          | Album  |
| ---- | --------------------------------------- | ---------------------------- | ---------------------------- | ------ |
| 2013 | „I'll Keep Loving You” (z David Guetta) | 144                          | 96                           | Listen |

## Wideografia
| Rok  | Singel                   | Reżyser                |
| ---- | ------------------------ | ---------------------- |
| 2011 | „Skinny Love”            | Sophie Muller          |
| 2011 | „Shelter”                | Sophie Muller          |
| 2011 | „People Help the People” | Adam Powell            |
| 2012 | „1901”                   | Nez                    |
| 2013 | „Wings”                  | Sophie Muller          |
| 2013 | „Light Me Up”            | Sophie Muller          |
| 2014 | „Words as Weapons”       | Sophie Muller          |
| 2014 | „Tee Shirt”              | Fourclops              |
| 2014 | „Not About Angels”       | Elliott Sellers        |
| 2015 | „Let It All Go”          | Sing J. Lee            |
| 2016 | „Keeping Your Head Up”   | Favourite Colour Black |
| 2016 | „Wild Horses”            | Francis Wallis         |